# Зв'язність (некомутативна геометрія)
Геометрія квантових систем (наприклад, некомутативна геометрія і супергеометрія) може бути сформульована в алгебричних термінах модулів і алгебр. Зв'язність на модулях узагальнює лінійну зв'язність на векторних розшаруваннях {\displaystyle E\to X}, записану як зв'язність на {\displaystyle C^{\infty }(X)}-модулі перетинів{\displaystyle E\to X}.

## Комутативна геометрія
Нехай {\displaystyle A} — комутативне кільце і {\displaystyle P} — {\displaystyle A}-модуль. Існують кілька еквівалентних означень зв'язності на {\displaystyle P}. Нехай {\displaystyle D(A)} — модуль диференціювань кільця {\displaystyle A}. Зв'язність на {\displaystyle A}-модулі {\displaystyle P} визначається як морфізм {\displaystyle A}-модулів
{\displaystyle \nabla :D(A)\ni u\to \nabla _{u}\in \mathrm {Diff} _{1}(P,P),}
такий що диференціальні оператори першого порядку {\displaystyle \nabla _{u}} на {\displaystyle P} задовольняють правилу Лейбніца
{\displaystyle \nabla _{u}(ap)=u(a)p+a\nabla _{u}(p),\quad a\in A,\quad p\in P.}
Зв'язність на модулі над комутативним кільцем завжди існує. Кривина зв'язності {\displaystyle \nabla } визначається як диференційний оператор нульового порядку
{\displaystyle R(u,u')=[\nabla _{u},\nabla _{u'}]-\nabla _{[u,u']}.}
На модулі {\displaystyle P} для всіх {\displaystyle u,u'\in D(A)}.
Якщо {\displaystyle E\to X} — векторне розшарування, існує взаємно однозначна відповідність між лінійними зв'язністями {\displaystyle \Gamma } на {\displaystyle E\to X} і зв'язностями {\displaystyle \nabla } на
{\displaystyle C^{\infty }(X)}-модулі перетинів {\displaystyle E\to X}. При цьому, {\displaystyle \nabla } відповідає коваріантному диференціалу зв'язності на {\displaystyle E\to X.}